# 勝手にシンドバッド
「勝手にシンドバッド」（かってにシンドバッド）は、サザンオールスターズの楽曲。自身のデビューシングルとして、Invitation（≒ビクター音楽産業〈現・ビクターエンタテインメント〉）から7インチレコードで1978年6月25日に発売された。
1988年6月25日と1998年2月11日に8cmCDとして、2003年6月25日にはデビュー25周年の記念ボックスセットとして『「勝手にシンドバッド」胸さわぎのスペシャルボックス』を発売、2005年6月25日には12cmCDで再発売されている。2014年12月17日からはダウンロード配信、2019年12月20日からはストリーミング配信が開始されている。

## 背景
自身のデビューシングル作品である。本作のタイトルは、当時ヒットしていた沢田研二の「勝手にしやがれ」とピンク・レディーの「渚のシンドバッド」を「2つくっつけただけ」のものであると言われており、TBS系バラエティ番組『8時だョ!全員集合』の「少年少女合唱団」コーナーにあった、1977年から78年ごろの志村けんのネタの1つ『勝手にシンドバッド』から拝借したと後に語られた。志村の死去後、桑田は志村を偲び「パクリのパクリでございます」「志村けんさんがいなければ我々も表舞台に出てきていないと思います」と述べている。

## 制作
桑田は『mimi』1978年12月号のアン・ルイスとの対談で、アンに「『勝手にシンドバッド』って曲、お祭りっぽくって好きなの（笑い）」と褒められたため、つい「スティーヴィー・ワンダーの『Another Star』に似てるでしょう」と答えたが、「どこからああいう不思議な曲が生まれてくるのかねえ…」と言われたため、「16ビートに日本語乗っけてる曲ってあんまりないから、変わって聞こえるんじゃないかなあ」と答えた。
本作のオリジナル盤では、メンバーでドラムスの松田弘の名前が“松田ヒロシ”とクレジットされている。再発売盤や、以降の作品ではクレジットが全てが松田弘となっている（ただし7インチのアナログ再発盤のみ松田ヒロシのクレジットのまま）。
発売当初はミュージック・ビデオが存在していなかったが、2003年の再発時には、プロモーション用に過去のライブ映像を組み合わせたMVが制作された。2008年の30周年時には、同じく過去のライブ映像を組み合わせた別パターンのMVが制作されたが、こちらには脱退した大森隆志が出演しない編集が施されている。

## リリース
2003年には、リマスタリングを施した通常の12cmマキシシングルによる再発売盤。更には当時のEP盤を限りなく忠実に再現した7インチのアナログ盤も発売されている。さらに初回限定盤はオリジナルデザインのジョギング・シャツ、「シャイなハートのルージュ色」（歌詞のフレーズに由来、低確率で「金」または「銀」もあり）のサンバホイッスル、直後に発売が迫っていた2年半ぶりの新曲「涙の海で抱かれたい 〜SEA OF LOVE〜」の告知チラシ、デビュー当時のビクターによる宣伝広告チラシ、桑田直筆の仮歌詞も封入された『勝手にシンドバッド 胸さわぎのスペシャルボックス』としてボックス仕様として発売された。シングル・EP共に限定生産、ボックス仕様も同年のデビュー25周年にちなみ、25万セット限定で発売された。
本作の版権は、周防郁雄が率いるバーニング傘下のバーニングパブリッシャーズが保有している。

## 受賞歴
| 年     | 音楽賞             | 結果   | 出典   |
| ------ | ------------------ | ------ | ------ |
| 1978年 | 第11回日本有線大賞 | 新人賞 | [ 14 ] |

## チャート成績
2003年に発売した再発盤はオリコン週間ランキングで1位を記録した。オリジナル盤の最高位3位を更新し、オリジナルシングル発売から25年を経てオリコンチャート1位を記録するという前人未到の快挙を成し遂げ、再発盤は29.1万枚（オリコン調べ）を売り上げた。オリジナル盤と再発盤を合わせて、累計80.6万枚（オリコン調べ）を記録している。
オリコンのシングルTOP10獲得週間数では、本作が13週獲得しており、自身の中では「いとしのエリー」「TSUNAMI」に次いで3番目に長い。

## 収録曲
- 収録時間：7:46

1. 勝手にシンドバッド (3:55)
（作詞・作曲:桑田佳祐　編曲:斉藤ノブ & サザンオールスターズ　管編曲:Horn Spectrum）
アサヒ飲料「三ツ矢サイダー」CMソング[注釈 3]。日本テレビ系水曜ドラマ『おとなの夏休み』第1話の主題歌[注釈 4]。
1998年6月に発売された自身のベスト・アルバム『海のYeah!!』の宣伝CMソングにも使用されている[18]。
ラテン･ロックをベースにした踊れる楽曲[19]。イントロなしで「ラララ…」から始まる歌い出しであるが、この「ラララ…」は後から付け足されたもので、曲制作の段階では含まれていない部分だった。この部分について桑田は、スティービー・ワンダーの「Another Star」を意識したと述べている[20]。イントロには、完成盤の1番終了後の間奏に重なって聴こえるドラムのフィルが使われていたが斉藤ノブの「無い方がいい」というアドバイスでカットとなった。当初テンポも発表されたものよりもゆっくりで、ザ・ピーナッツの『恋のバカンス』のような曲調をイメージして作った旨を桑田が語っている[21][22]。
歌詞は鎌倉から茅ヶ崎への帰りがけの海沿いの風景を歌っており[23]、歌詞中の「胸騒ぎの腰つき」については当時のディレクターから「意味が分からない」と指摘され、「胸騒ぎ残しつつ」や「胸騒ぎのアカツキ」といった意味の通りそうな言葉を提案されたが、桑田が「絶対大丈夫だから」と説得しそのまま使われたという逸話がある[24][25]。早口言葉で何を歌っているのか分からない歌詞に、当時の石本美由起日本作詩家協会会長[注釈 5]が「日本語の良さを無視した内容」と厳しく指摘し「こんなに詞が乱れて先行きどうなるのか？」と心配し、それまでテレビ放送していなかった『日本作詩大賞』（第11回）をNHK総合で放送し、世間に歌謡詞の見本を示そうとした[28]。また、視聴者からも歌詞の聞き取りにくさを指摘する意見が相次ぎ、聞き取りにくくても歌詞が判るようにするため、テレビ局側は歌詞テロップを出すようになった。現在は、放映される曲に対して歌詞テロップを出すことがごく当然のようになっているが、これは本楽曲の聞き取りにくさから始まったとされている[29]。曲調や先述した石本の酷評がゆえに、桑田があたかも乱暴に本楽曲を制作したかのような誤解を生む論評も存在するが、実際は曲が先にある中で、苦労して後から丁寧に歌詞をつけていった旨を後年に桑田が語っている[30]。桑田はかつての自身の表現方法への反省の弁も語っており、楽曲によって明解な日本語で歌詞を書いて丁寧に歌ったり、自覚的に前述の早口な歌いまわしを取り入れたりするなど、表現を使い分けるようになり[31][32]、古より伝わる日本語や日本の文化の大切さを説く発言も度々行っている[33][34]。桑田が実際に英語や早口な歌い方を用いずに美しく明解な日本語の歌詞の楽曲を制作した例としてサザンでは「逢いたくなった時に君はここにいない」「ドラマで始まる恋なのに」「鎌倉物語」「蛍」[35][36][37][38]、ソロ名義では「誰かの風の跡」「月」「ありがとう」「ほととぎす［杜鵑草］」「金目鯛の煮つけ」「鬼灯」[39][40][41][42][43][44]、原由子に提供した「花咲く旅路」「京都物語」「旅情」などが存在している[45][46][47]。
一方で発表前後に本楽曲を肯定的に評価したミュージシャンにはもんたよしのりや甲斐よしひろ（甲斐バンド）がいる[48][8]。もんたは新宿ロフトでのライブでアマチュア時代のサザンと共演し、アレンジが異なっていた当時の本楽曲に対して「あれは最高にいい曲やぁ」という評価をした[48]。甲斐はレコード盤が正式にリリースされる以前から現在のアレンジの本楽曲を推しており、当時甲斐が担当していたラジオ番組『甲斐よしひろの若いこだま』（NHK-FM）でプロモーション盤をかけた際に「これは絶対、売れる! この曲が流行んなきゃ、甲斐バンドも流行んないかも知れない」と語っていた[8]。また、これが縁で1978年7月23日に日比谷野外音楽堂で開催された甲斐バンドのコンサートにサザンはオープニング・アクトとして出演を果たしている[8]。
また、本楽曲がリリースされた当時のサザンは曲調やパフォーマンスの方向性が影響してコミックバンドとして認識されたり、一発屋で終わってしまう可能性を懸念される風潮があった[49]。「いとしのエリー」を始めとした楽曲がヒットして以降は少しずつその風潮を払拭し、音楽性の振り幅を広げていくことになった[49]。この当時の風潮やサザンに対する印象の変化についてはサザンファンを公言しており且つ初期の時点からリアルタイムで楽曲を耳にしてきたさまぁ〜ず、太田光（爆笑問題）、北村晴男などが証言している[49][50][51][52]。
桑田と親交のある小林克也は本楽曲の歌詞を「ひとつの小説と同じような動きになっている」と評しており、また「スーッと車が近づいてきて、＜砂まじりの茅ヶ崎＞から始まって、パッと自分の心の景色が見えてくる。それって、ちょっと「トンネルを抜けると雪国であった」っていう、川端康成の『雪国』みたいじゃないですか」「＜胸さわぎの腰つき＞っていうのは、小説だったら何ページにもわたって描写するところを、たったひと言で描写しているような気がして。彼の歌詞を見ていると、少ない言葉で、いろんなものが、すごく活き活きと描かれているんですよね」「突然＜今何時＞って言葉が出てくるけど、あれは映画や小説で、カットがパッと変わって、突然アップになったり、回想シーンになったりするような感じに近い。あの曲は、3分とか4分という短い時間のなかに、そういうものが、すごくたくさん入っているような気がするんだよね」と肯定的に評価している[53]。
音楽評論家のスージー鈴木は「日本語のロックを確立させた」と本楽曲のことを評している[54]。
レコーディング中、ドラムのシンバルは反り返った物を使っており、ドラムの松田は「使っていたシンバルがあまり良い音がしなかったので捨てようと思って、足で“ガン!”って踏み付けたら、逆に反り返って“チャイナ・シンバル”になった」と語っている[55]。
桑田の著書『ブルー・ノート・スケール』では本楽曲と「いとしのエリー」を1985年のライブ『KAMAKURA TO SENEGAL サザンオールスターズ AVEC トゥレ・クンダ』をもって封印していることを述べていたが[56]、1988年にサザンが活動再開して以降もどちらの曲も多くのライブで歌われている[57][58]。また、『1998 スーパーライブ in 渚園』のDVDインタビューでも封印する趣旨を述べていたが、翌年春のツアーライブ『Se O no Luja na Quites 〜素敵な春の逢瀬〜』以後はどちらの曲も再び今まで通りに演奏された[59][60]。
2018年の大晦日に放送されたNHKの音楽番組『第69回NHK紅白歌合戦』では特別枠で大トリとして出場し、「希望の轍」と共に本楽曲を披露して平成最後となる紅白を締め括った。曲中では出場者がステージ上に集まり、松任谷由実が桑田にキス、桑田が北島三郎に「今何時？」と聞いたり、ステージでひっくり返ったりする一幕も見られた[61][62]。また、サザンが大トリとして出演し、且つ自身にとって最後の夏フェスへの出演となった2024年9月23日の『ROCK IN JAPAN FESTIVAL 2024』ではアンコールで演奏され、同日の公演に出演したヤバイTシャツ屋さん、ももいろクローバーZ、緑黄色社会、Creepy Nuts、WANIMA、THE YELLOW MONKEYが一同に介し会場を盛り上げた[63]。
新型コロナウイルス感染症が流行する中、2020年12月31日、2021年1月1日に行われた無観客年越しライブ『Keep Smilin'～皆さん、お疲れ様でした!! 嵐を呼ぶマンピー!!～』では、2番のAメロを「暮れも正月もなく 人の命守る 医療従事者の皆さん そして家族のみんなを守ろう 収束が見えてこない みんな苦しいけど コロナ禍を乗り越えて いつか素敵な未来を迎えよう」と言い換え、新型コロナウイルス感染症の収束を願った[64]。
2023年のサザンの楽曲「盆ギリ恋歌」では、アウトロの前に本楽曲の《江ノ島が見えてきた 俺の家も近い》という歌詞が念仏を唱えるような形で引用されている[65]。
ジョン・レノンは滞在していた軽井沢の喫茶店の有線から流れてきた本楽曲を聴き入り、コーラスの『ラーララーララララーラーラー』の部分をハミングし、「ハッピー」という感想を述べたといい、これを後から人づてに聞いた桑田は大喜びしたとされる[66]。
TBS系バラエティ番組『水曜日のダウンタウン』で企画として「曲タイトルをサビに使うアーティスト歌ランキング」を発表し、曲中にタイトルがまったく出てこない曲として、この歌が紹介された[67]。
TBS系列で2023年11月8日に放送された『集まれ！内村と○○の会』では、出川哲朗・秋元真夏・堀未央奈が車で由比ヶ浜から稲村ヶ崎までの移動中に、車中で本楽曲をラジカセでかけるシーンがあった。なお、この行動は交差点で本楽曲をスタートし江の島が見える場所まで約1.4kmの距離を平均時速46キロで運転し、歌詞の「江ノ島が見えてきた」の部分にピッタリと合えばミッションクリアとなるルールで行われ、「勝手にシンドバッドチャレンジ」と銘打たれていた[68]。桑田は同番組のオンエアをテレビで見ており、このシーンに感動したことが2025年に発表されたサザンの楽曲「風のタイムマシンにのって」を制作するきっかけになった旨を語っている[69]。
2. 当って砕けろ (3:51)
（作詞・作曲:桑田佳祐　編曲:サザンオールスターズ　管編曲:Horn Spectrum）
モータウン風のリズムの楽曲であり[70]、歌詞には『おてもやん』の一節も登場する[71]。
3. 勝手にシンドバッド (Instrumental)
（作曲:桑田佳祐　編曲:斉藤ノブ & サザンオールスターズ　管編曲:Horn Spectrum）
2003年盤のみ収録されている。

## 参加ミュージシャン
- 桑田佳祐:Vocal, Guitar
- 大森隆志:LeadGuitar, Chorus
- 原由子:Keyboards, Chorus
- 関口和之:Bass, Chorus
- 松田ヒロシ:Drums, Chorus
- 野沢秀行:Percussion, Chorus

サポートミュージシャン
- Horn Spectrum:Horn

## 収録アルバム
| 曲名               | 作品名                                    | 備考                                               |
| ------------------ | ----------------------------------------- | -------------------------------------------------- |
| 勝手にシンドバッド | 熱い胸さわぎ                              |                                                    |
| 勝手にシンドバッド | ベスト・オブ・サザンオールスターズ        | カセットテープのみでの発売のため、現在は廃盤作品。 |
| 勝手にシンドバッド | Kick Off!                                 | カセットテープのみでの発売のため、現在は廃盤作品。 |
| 勝手にシンドバッド | アーリー・サザンオールスターズ            | カセットテープのみでの発売のため、現在は廃盤作品。 |
| 勝手にシンドバッド | SOUTHERN ALL STARS BEST ONE '82           | カセットテープのみでの発売のため、現在は廃盤作品。 |
| 勝手にシンドバッド | すいか SOUTHERN ALL STARS SPECIAL 61SONGS | 数量限定販売のため、現在は廃盤作品。               |
| 勝手にシンドバッド | HAPPY!                                    | 数量限定販売のため、現在は廃盤作品。               |
| 勝手にシンドバッド | 海のYeah!!                                |                                                    |
| 当って砕けろ       | 熱い胸さわぎ                              |                                                    |
| 当って砕けろ       | すいか SOUTHERN ALL STARS SPECIAL 61SONGS | 数量限定販売のため、現在は廃盤作品。               |

## ミュージック・ビデオ収録作品
| 曲名               | 作品名                                                            | 備考                     |
| ------------------ | ----------------------------------------------------------------- | ------------------------ |
| 勝手にシンドバッド | 21世紀の音楽異端児 (21st Century Southern All Stars Music Videos) | 完全生産限定盤のみ収録。 |
| 当って砕けろ       | 未収録                                                            |                          |

## ライブ映像作品
| 曲名               | 作品名                                                                                                  | 備考 |
| ------------------ | --- | --- |
| 勝手にシンドバッド | 武道館コンサート                                                                                        | 1982年1月26日に日本武道館で開催されたコンサートの模様を収録。                                            |
| 勝手にシンドバッド | Southern All Stars THE BEST                                                                             | 『武道館コンサート』と同様の映像になっている。                                                           |
| 勝手にシンドバッド | 歌う日本シリーズ 1992〜1993 LIVE at YOKOHAMA ARENA 29th Dec.1992                                        | |
| 勝手にシンドバッド | ホタル・カリフォルニア                                                                                  | |
| 勝手にシンドバッド | 平和の琉歌 〜Stadium Tour 1996 "ザ・ガールズ万座ビーチ" in 沖縄〜                                       | |
| 勝手にシンドバッド | 1998 スーパーライブ in 渚園                                                                             | |
| 勝手にシンドバッド | シークレットライブ'99 SAS 事件簿 in 歌舞伎町                                                            | |
| 勝手にシンドバッド | SUMMER LIVE 2003「流石だスペシャルボックス」胸いっぱいの “LIVE in 沖縄” & 愛と情熱の “真夏ツアー完全版” | |
| 勝手にシンドバッド | FILM KILLER STREET (Director's Cut) & LIVE at TOKYO DOME                                                | |
| 勝手にシンドバッド | 真夏の大感謝祭 LIVE                                                                                     | |
| 勝手にシンドバッド | 桑田佳祐の音楽寅さん 〜MUSIC TIGER〜 あいなめBOX                                                        | 桑田佳祐ソロ名義の作品。特典映像DISC「サザンオールスターズ SPECIAL LIVE IN 建長寺」に収録。              |
| 勝手にシンドバッド | SUPER SUMMER LIVE 2013 「灼熱のマンピー!! G★スポット解禁!!」 胸熱完全版                                 | |
| 勝手にシンドバッド | LIVE TOUR 2019 “キミは見てくれが悪いんだから、アホ丸出しでマイクを握ってろ!!” だと!? ふざけるな!!       | |
| 勝手にシンドバッド | 茅ヶ崎ライブ2023                                                                                        | |
| 勝手にシンドバッド | THANK YOU SO MUCH                                                                                       | 完全生産限定盤のスペシャルディスクに収録。『ROCK IN JAPAN FESTIVAL 2024 in HITACHINAKA』での歌唱シーン。 |
| 当って砕けろ       | シークレットライブ'99 SAS 事件簿 in 歌舞伎町                                                            | |
| 当って砕けろ       | SUMMER LIVE 2003「流石だスペシャルボックス」胸いっぱいの “LIVE in 沖縄” & 愛と情熱の “真夏ツアー完全版” | |
| 当って砕けろ       | LIVE TOUR 2019 “キミは見てくれが悪いんだから、アホ丸出しでマイクを握ってろ!!” だと!? ふざけるな!!       | |

## カバー
勝手にシンドバッド
- 1982年：斎藤清六 - 『なんなんなんだ!?』収録。
- 1990年：嘉門タツオ
  - 「勝手にシンドバッド」としてシングル発売された。しかし、実際の内容はセリフが大半であり、作品化を嘉門が桑田に直談判した際も、桑田は難色を示しながらしぶしぶ承諾したという。また、パロディ曲として、タモリの「勝手にダイドコロ」（LP『タモリ3』収録）や所ジョージの「勝手に千葉でシンドバッド」（アルバム『コヨーテの夜』収録）がある。